# Robert Blanché
Robert Blanché (1898-1975) est un philosophe et logicien français.

## Biographie
Ancien élève de l'École normale supérieure (promotion 1919), Robert Blanché a été professeur à l’Université de Toulouse. C'est un spécialiste de l'épistémologie et de la logique.
Il a appartenu au comité de patronage de Nouvelle École.

## Aspects de l'œuvre
Il a surtout écrit des livres d'initiation à la logique et à son histoire, abordées d'un point de vue philosophique. Ses premières réflexions concernent également les aspects épistémologiques des notions de « corps », de « mental », de fait physique ou psychique. Critique par rapport à la logique formelle, devenue désormais un calcul mathématique, il défend l'idée d'une logique réflexive, plus proche de la logique opératoire spontanée et y apporte sa contribution.

## À propos des «Structures intellectuelles»
En 1966, il publie un ouvrage : Structures intellectuelles. Il y parle de l'hexagone logique qui, comportant six postes, est une figure plus puissante que le carré logique traditionnel qui en comporte uniquement quatre. Dans cette œuvre, Robert Blanché oppose la pensée dite commune à la pensée scientifique.

## L’Hexagone logique
Tandis que le carré logique ou carré d’Apulée représente quatre valeurs : A, E, I, O, l'hexagone logique en représente six, à savoir non seulement A, E, I, O, déjà représentés dans le carré mais encore deux nouvelles valeurs : Y et U.
Dans La Logique et son histoire d’Aristote à Russell, (Armand Colin, 1970), il mentionne que Józef Maria Bocheński évoque une sorte de triangle logique indien qu’il convient de comparer avec le carré d'Aristote (ou carré d'Apulée), en d'autres termes, avec le carré logique traditionnel. Ce triangle logique annonce son hexagone logique. Il semble qu'avec ce triangle logique, la logique indienne propose une approche intéressante du problème posé par les propositions particulières de la langue naturelle. Si l'hexagone logique de Robert Blanché est quelque chose de plus complet et a donc un pouvoir d'explication plus puissant en ce qui concerne les relations de la logique et du langage naturel, il se peut que sur un point de la plus haute importance, la logique indienne soit supérieure à cette logique occidentale qui procède d'Aristote.

## Axiomes en mathématiques selon Blanché
Cette partie résume sommairement l’idée exprimée par Blanché dans le premier chapitre de l’Axiomatique.

### La géométrie euclidienne
Le mathématicien grec Euclide est l’auteur des Éléments, ouvrage ayant servi de base à la géométrie classique pendant des siècles. C’est un exemple quasiment parfait de théorie déductive. Chaque démonstration élémentaire s’appuie sur un ensemble d’hypothèses clairement définies, et s’oblige à démontrer tout résultat sans jamais demander au lecteur d’admettre une proposition externe (non contenue dans les hypothèses). En cascadant judicieusement nombre de démonstrations élémentaires, de telle sorte que la conclusion de l’une devienne hypothèse de la suivante, il est possible de démontrer un très grand nombre de résultats à partir d’un jeu d’hypothèses premières (car il faut bien commencer quelque part) très réduit, et dont la véracité ne fait pas de doute. L’aspect empirique est alors réduit au minimum pour justifier les hypothèses premières.
En pratiquant le doute, Descartes a tenté de pousser la théorie déductive jusqu’au bout. Partant d’une vérité absolue non empirique (« Je pense donc je suis ») comme hypothèse première, puis en chaînant les démonstrations élémentaires, il semble possible, étape par étape, de démontrer en quelque sorte « la véracité de l’univers »…

### Échec de l’idéal déductif
Malheureusement, deux obstacles s’opposent à la réalisation de l’idéal déductif cartésien. D’abord, sans remettre en cause le « je pense donc je suis » de Descartes, il n’est pas possible d’en déduire quoi que ce soit : aucune démonstration ne peut utiliser cette vérité absolue pour hypothèse. Par ailleurs, la théorie d’Euclide n’était pas parfaitement déductive : il avait dû faire appel, pour ne pas rester bloqué, à des principes. C’est-à-dire des propositions qui, bien qu’elle semblent évidentes, n’ont pu être démontrées. L’un de ces principes affirme qu’étant donné une droite et un point quelconque, il ne passe par ce point qu’une et une seule parallèle à la droite. Si l’existence d’une telle droite a pu être démontrée (il suffit d’en trouver une)[réf. nécessaire], son unicité a résisté à toute tentative de preuve pendant des siècles.
Face aux échecs répétés de la démonstration directe, les mathématiciens se sont orientés vers une démonstration par l’absurde : en prenant pour hypothèse que le nombre de parallèles puisse être supérieur à un, il s’agit alors de parvenir à démontrer un résultat dont on sait par ailleurs (par une autre démonstration) qu’il est faux. Or, si les mathématiciens parviendront fort bien à démontrer nombre de résultats à partir de cette hypothèse, ils n'aboutiront jamais à une contradiction. Il faudra bientôt réviser ses positions : il est parfaitement possible, mathématiquement, de construire une théorie cohérente ayant pour postulat un nombre indéterminé de parallèles. La géométrie euclidienne n’est que le cas particulier où ce nombre vaut un.

### Théorie hypothético-déductive
L’avènement  de la géométrie non euclidienne va mettre un terme à l’idéal déductif. Il ne s’agira plus alors de raisonner juste à partir d’hypothèses vraies, puisque l’apparente véracité du principe des droites parallèles ne découlait finalement que de l’impossibilité de se représenter d’autres possibilités dans notre monde réel régi par la géométrie euclidienne. Il est désormais acceptable de choisir des hypothèses folkloriques et d’en tirer par démonstration un résultat tout aussi folklorique. Qu’importe, du moment que le raisonnement, lui, est valide. On exigera en général du jeu d’hypothèses non pas qu’elles soient vraies mais seulement qu’elles ne soient pas contradictoires (consistantes). Ce n’est en fait pas une obligation. Mais partant de deux hypothèses contradictoires, on sait par avance - avant même de s’engager dans toute démonstration - qu’il est possible de prouver une chose et son contraire, ce qui en limite considérablement l’intérêt. Rendant obsolète l’idéal d’une théorie définitive partant d’une proposition vraie de manière absolue, la théorie devient hypothético-déductive :
- aussi loin que l’on remonte dans la chaîne des démonstrations, il faut toujours, à un moment, se donner des hypothèses de départ qui soient admises ;
- il est possible de démontrer à peu près tout et n’importe quoi, pour peu que l’on choisisse judicieusement les hypothèses de départ.

### Axiomes et définitions
Toute théorie déductive nécessite donc comme point de départ des propositions non démontrées, qu’on appellera indifféremment postulats ou axiomes. De plus, il est courant, dans le cadre d’une démonstration mathématique, d’énoncer dès le départ un certain nombre de définitions. Or contrairement à une idée répandue, une définition ne saurait être un point de départ. Lorsqu’on définit un segment [AB] par l’ensemble des points de la droite (AB) compris entre les points A et B, il faut bien déjà connaître ce qu’est un point, une droite, un ensemble, ou ce que signifie pour des points qu’être compris entre… Il s’agit là du paradoxe du dictionnaire : bien que tous les mots y soient définis, il faut bien au préalable en connaître quelques-uns pour pouvoir l’utiliser. Aussi, toute théorie déductive repose d’une part sur des axiomes (propositions admises), à partir desquels on va démontrer de nouvelles propositions, et d’autre part sur des termes non définis, servant précisément à en définir de nouveaux.

### Démontrer, convaincre
Qu’est ce qu’une bonne démonstration ? 
Le terme est ambigu : du point de vue de la logique, une bonne démonstration est celle qui n’utilise que les axiomes et les termes de départ, sans jamais faire (involontairement) appel à une notion externe. Ce n’est déjà pas une mince affaire, tant il est facile qu'une notion  soit implicitement cachée. Une bonne démonstration se doit alors d’être rigoureuse. Mais pour l’élève une bonne démonstration est celle qu’il comprend. Une bonne démonstration se doit d’être pédagogique. Or, qu’un élève ne comprenne pas une démonstration, c’est-à-dire qu’il ne parvienne pas à accepter par lui-même sa validité, ne change en rien la validité de cette démonstration. Inversement, l’exemple cité plus haut du principe des parallèles montre qu’il ne suffit pas d’être convaincu de l’évidence d’une proposition pour se passer de sa démonstration, fût-elle infiniment plus complexe à saisir que la proposition elle-même. Pas de meilleur exemple ici que celui cité par Robert Blanché : « On connaît l’anecdote de ce précepteur princier qui, à bout de ressources, parvint néanmoins à faire admettre son théorème en s’écriant enfin, excédé : Monseigneur, je vous en donne ma parole d’honneur ! ».

## Ouvrages
- La Notion de fait psychique, essai sur les rapports du physique et du mental – 1934, ed. PUF.
- Le Rationalisme de Whewell – 1935, ed. PUF.
- Whewell : de la construction de la science – 1938, ed. J. Vrin
- La Science physique et la réalité :  réalisme, positivisme, mathématisme - 1948, ed. PUF
- Les Attitudes idéalistes – 1949, ed. PUF
- L’Axiomatique, PUF, coll. « Quadrige », 1955, 112 p. (lire en ligne)
- Introduction à la logique contemporaine - 1957, ed. Armand Colin, coll Cursus, 205p.
- Les structures intellectuelles, essai sur l’organisation systématique des concepts - 1966, ed. J. Vrin
- Raison et discours, défense de la logique réflexive – 1967, ed. J. Vrin
- La science actuelle et le rationalisme - 1967, Ed. PUF.
- La Méthode expérimentale et la philosophie de la physique – 1969, ed. Armand Collin, 384p
- La logique et son histoire d’Aristote à Russell, ed. Amand Colin, coll. U, Paris, 1970, 367p[8].
- La Logique et son histoire, avec Jacques Dubucs, ed. Amand Colin, coll. U, Paris, 1996, 396p. (édition revue de 1970)
- L’Épistémologie - 1972 ; ed. PUF
- Le Raisonnement – 1973, ed. PUF, coll. «Bibliothèque de philosophie contemporaine».
- L’Induction scientifique et les lois naturelles – 1975, ed. PUF
- Des Catégories Esthétiques, 1979, ed. Vrin